# Skalička, Brno-venkov
Skalička là một làng thuộc huyện Brno-venkov, vùng Jihomoravský, Cộng hòa Séc.